# Ruperto Marchant Pereira
Ruperto Marchant Pereira (Santiago, 6 de junio de 1846-Quintero, 4 de enero de 1934) fue un sacerdote católico y escritor chileno. Capellán del Ejército durante la Guerra del Pacífico.

## Biografía
Hijo de Tomás Marchant Ugareta y de Teresa Pereira y Andia-Varela.
Desde su juventud escribió novelas y poesías, escribiendo 18 libros y múltiples artículos. Comenzó a estudiar leyes, pero decidió cambiar su vida para hacerse sacerdote al ingresar al Seminario de Santiago. Al ordenarse de presbítero el 22 de septiembre de 1877, fue nombrado profesor de historia y de literatura.
Fue fundador de la 5.ª Compañía de Bomberos de Santiago el 7 de diciembre de 1873.
Al comenzar la Guerra del Pacífico, se ofreció gratuitamente al ejército para ser capellán castrense. Participó en las campañas de Pisagua, Dolores. En Tacna recuperó el estandarte chileno perdido en la batalla de Tarapacá. En 1881 regresó a Chile como héroe, continuando con su carrera sacerdotal.
En 1887 fue nombrado rector del Seminario de Valparaíso y gobernador eclesiástico de este puerto. Fundó en Santiago la Iglesia de Santa Filomena en 1894.
Falleció en Quintero el 4 de enero de 1934.

## Homenajes
En las comunas de Providencia, Quintero  y Ñuñoa, la calle Marchant Pereira recuerda al sacerdote.

## Obras
Algunas obras publicadas son:
- Cerro de la Campana.
- Dos meses de Vacaciones.
- Historia de Santa Filomena.
- Vida de Fray Andrés.
- General D. Manuel Baquedano.
- Selección de cartas (enlace roto disponible en Internet Archive; véase el historial, la primera versión y la última). del capellán fechadas desde su nombramiento el 5 de marzo de 1879 hasta el 29 de mano de 1881